# بتروبنجلا
بتروبنجلا ( بنغلاديش للنفط والغاز والمعادن ؛ (بالبنغالية: পেট্রোবাংলা)‏ هي شركة نفط وطنية مملوكة للحكومة في بنغلاديش . يستكشف وينتج وينقل ويدير ويبيع النفط والغاز الطبيعي والموارد المعدنية الأخرى. كما أنه يبرم اتفاقيات مشاركة الإنتاج مع شركات النفط الدولية الأخرى لاستكشاف وتطوير موارد النفط والغاز في بنغلاديش.

## التاريخ

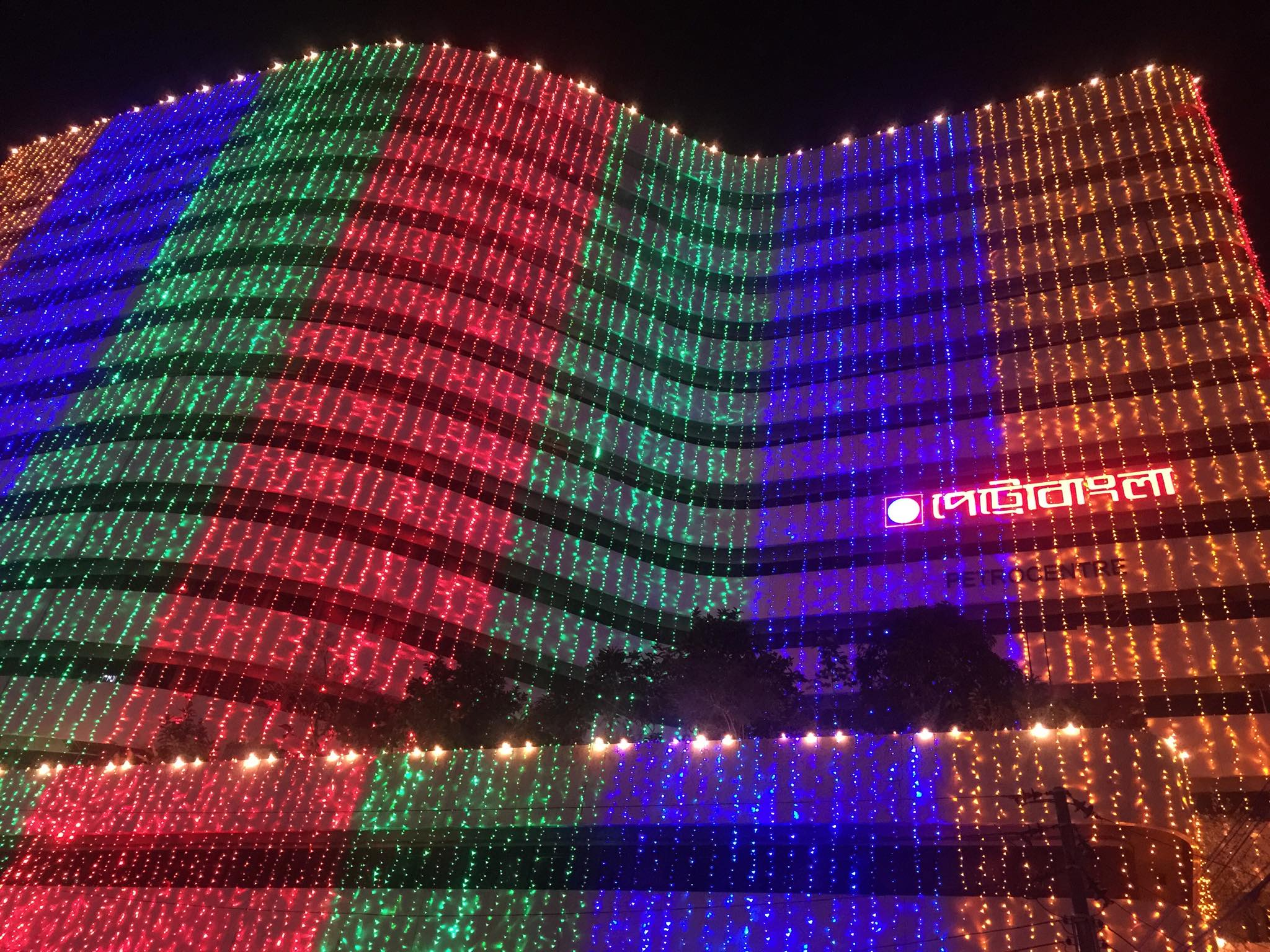
احتفال يوم النصر من قبل PetroBangla

تأسست بتروبنجلا في عام 1985 من خلال دمج منظمتين حكوميتين هما: شركة بنغلاديش للنفط والغاز (BOGC) وشركة بنغلاديش لتطوير المعادن (BMEDC).

## روابط خارجية
- الموقع الرسمي